# Communauté de communes des Bords de Veyle
Die Communauté de communes des Bords de Veyle ist ein ehemaliger französischer Gemeindeverband mit Rechtsform einer Communauté de communes im Département Ain, dessen Verwaltungssitz sich in dem Ort Vonnas befand.
Der Gemeindeverband bestand aus sechs Gemeinden und zählte 8.366 Einwohner (Stand 2013) auf einer Fläche von 88,6 km2. Präsident des Gemeindeverbandes war zuletzt Olivier Morandat.

## Aufgaben
Zu den vorgeschriebenen Kompetenzen gehörten die Entwicklung und Förderung von wirtschaftlichen Aktivitäten und Tourismus sowie die Raumplanung auf Basis eines Schéma de Cohérence Territoriale. Der Verband betrieb die Müllabfuhr und nahm die Verantwortung für die Hausmüllentsorgung wahr als Mitglied von Organom, einem übergeordneten, im Arrondissement Bourg-en-Bresse aktiven Zweckverband. Zusätzlich baute und unterhielt der Verband Einrichtungen in den Bereichen Kultur, Sport und außerschulische Erziehung.

## Historische Entwicklung
Die Gemeinde Biziat wurde erst am 1. Januar 2005 Mitglied.
Mit Wirkung vom 1. Januar 2017 wurde der Gemeindeverband mit der Communauté de communes du Canton de Pont de Veyle zur Nachfolgeorganisation Communauté de communes de la Veyle fusioniert.

## Ehemalige Mitgliedsgemeinden
Folgende sechs Gemeinden gehörten der Communauté de communes des Bords de Veyle an:
| Gemeinde               | Einwohner 1. Januar 2022 | Fläche km² | Dichte Einw./km² | Code INSEE | Postleitzahl |
| ---------------------- | ------------------------ | ---------- | ---------------- | ---------- | ------------ |
| Biziat                 | 897                      | 11,5       | 78               | 01046      | 01290        |
| Chanoz-Châtenay        | 943                      | 13,4       | 70               | 01084      | 01400        |
| Chaveyriat             | 1.057                    | 16,9       | 63               | 01096      | 01660        |
| Mézériat               | 2.179                    | 19,2       | 113              | 01246      | 01660        |
| Saint-Julien-sur-Veyle | 853                      | 9,8        | 87               | 01368      | 01540        |
| Vonnas                 | 3.233                    | 17,8       | 182              | 01457      | 01540        |